# Nedelišće
Nedelišće – wieś w Chorwacji, w żupanii medzimurskiej, w gminie Nedelišće. W 2011 roku liczyła 4320 mieszkańców.